# ブレンゾーネ
ブレンゾーネ・スル・ガルダ（イタリア語: Brenzone sul Garda）は、イタリア共和国ヴェネト州ヴェローナ県にある、人口約2,500人の基礎自治体（コムーネ）。

## 名称
2014年2月22日、自治体名改称のための州法が成立し、ブレンゾーネからブレンゾーネ・スル・ガルダに改称された。

## 地理

### 位置・広がり

#### 隣接コムーネ
隣接するコムーネは以下の通り。括弧内のBSはブレシア県所属を示す。
- フェッラーラ・ディ・モンテ・バルド
- ガルニャーノ (BS)
- マルチェージネ
- サン・ゼーノ・ディ・モンターニャ
- ティニャーレ (BS)
- トッリ・デル・ベーナコ
- トレモージネ・スル・ガルダ (BS)

## 行政

### 分離集落
ブレンゾーネ・スル・ガルダには、以下の分離集落（フラツィオーネ）がある。
- Assenza, Biaza, Boccino, Borago, Campo, Castelletto, Castello, Fasor, Magugnano (sede comunale), Marniga, Porto, Pozzo, Prada Alta Sommavilla, Venzo, Zignago